# Wereldkampioenschappen veldrijden 1977
De wereldkampioenschappen veldrijden 1978 werden gehouden op 30 januari 1977 in Hannover, Duitsland.

## Uitslagen

### Mannen, elite
| Plaats | Renner             | Land                     | Tijd    |
| ------ | ------------------ | ------------------------ | ------- |
|        | Albert Zweifel     | Zwitserland              | 1:04.15 |
| Zilver | Peter Frischknecht | Zwitserland              | + 2.05  |
| Brons  | Erik De Vlaeminck  | België                   | + 2.35  |
| 4.     | Willy Lienhard     | Zwitserland              | + 3.59  |
| 5.     | Albert Van Damme   | België                   | + 4.21  |
| 6.     | Marc De Block      | België                   | + 4.37  |
| 7.     | Gertie Wildeboer   | Nederland                | + 4.46  |
| 8.     | Hermann Gretener   | Zwitserland              | + 5.53  |
| 9.     | Klaus-Peter Thaler | Bondsrepubliek Duitsland | + 6.53  |
| 10.    | Richard Steiner    | Zwitserland              | + 8.01  |

### Mannen, amateurs
| Plaats | Renner              | Land                     | Tijd   |
| ------ | ------------------- | ------------------------ | ------ |
|        | Robert Vermeire     | België                   | 56.12  |
| Zilver | Ekkehard Teichreber | Bondsrepubliek Duitsland | + 0.26 |
| Brons  | Vojtěch Červínek    | Tsjecho-Slowakije        | z.t.   |
| 4.     | Dieter Uebing       | Bondsrepubliek Duitsland | + 0.32 |
| 5.     | Miloš Fišera        | Tsjecho-Slowakije        | + 0.46 |
| 6.     | Jean-Yves Plaisance | Frankrijk                | + 0.58 |
| 7.     | Alex Gérardin       | Frankrijk                | z.t.   |
| 8.     | Heinz Weis          | Bondsrepubliek Duitsland | + 1.05 |
| 9.     | Franco Vagneur      | Italië                   | + 1.15 |
| 10.    | Jiří Kvapil         | Tsjecho-Slowakije        | z.t.   |

## Medaillespiegel
| Plaats | Land                     | Goud | Zilver | Brons | Totaal |
| 1      | Zwitserland              | 1    | 1      | 0     | 2      |
| 2      | België                   | 1    | 0      | 1     | 2      |
| 3      | Bondsrepubliek Duitsland | 0    | 1      | 0     | 1      |
| 4      | Tsjecho-Slowakije        | 0    | 0      | 1     | 1      |
| Totaal | Totaal                   | 2    | 2      | 2     | 6      |

1950 · 
1951 · 
1952 · 
1953 · 
1954 · 
1955 · 
1956 · 
1957 · 
1958 · 
1959 · 
1960 · 
1961 · 
1962 · 
1963 · 
1964 · 
1965 · 
1966 · 
1967 · 
1968 · 
1969 · 
1970 · 
1971 · 
1972 · 
1973 · 
1974 · 
1975 · 
1976 · 
1977 · 
1978 · 
1979 · 
1980 · 
1981 · 
1982 · 
1983 · 
1984 · 
1985 · 
1986 · 
1987 · 
1988 · 
1989 · 
1990 · 
1991 · 
1992 · 
1993 · 
1994 · 
1995 · 
1996 · 
1997 · 
1998 · 
1999 · 
2000 · 
2001 · 
2002 · 
2003 · 
2004 · 
2005 · 
2006 · 
2007 · 
2008 · 
2009 · 
2010 · 
2011 · 
2012 · 
2013 · 
2014 · 
2015 · 
2016 · 
2017 · 
2018 · 
2019 ·
2020 ·
2021 ·
2022 ·
2023 ·
2024 ·
2025

Categorieën

Mannen elite · 
vrouwen elite · 
mannen beloften · 
vrouwen beloften · 
jongens junioren · 
meisjes junioren · 
gemengde estafette

Voormalig:
mannen amateurs